# Élections législatives liechtensteinoises d'octobre 1993
Les élections législatives liechtensteinoises d'octobre 1993 sont des élections anticipées qui se sont déroulées le 24 octobre 1993.

## Système politique et électoral
Le Liechtenstein est une principauté organisée sous la forme d'une monarchie constitutionnelle. 
Le chef d'État est un prince, qui possède des pouvoirs politiques importants, comprenant un droit de veto. Ces aspects de monarchie directe sont contrebalancés par des éléments de démocratie directe — initiative populaire et référendum — qui font du Liechtenstein le pays d'Europe où celle-ci est considérée comme la plus poussée. 
Le parlement, appelé Landtag, détient le pouvoir législatif. Les 25 députés qui le composent sont élus pour quatre ans au sein de deux circonscriptions, l'Oberland et l'Unterland, comportant respectivement 15 et 10 sièges.
Tous les sièges sont pourvus au scrutin proportionnel entre les listes de candidats ayant remporté au moins 8 % des suffrages exprimés au niveau national.
Le vote est obligatoire.

## Contexte
Les élections anticipées ont lieu à la suite d'une motion de défiance du Parti progressiste des citoyens votée le 14 septembre 1993 par 17 voix pour et 8 contre. La motion exige la démission du Premier ministre Markus Büchel (PPC), au pouvoir depuis sept mois. Le lendemain, le prince Hans-Adam II décide de dissoudre le parlement national afin d'organiser de nouvelles élections le mois suivant.
Le Parti progressiste des citoyens et l'Union patriotique forment depuis 54 ans une coalition gouvernementale au sein de laquelle le rapport de force est en faveur du PPC depuis les élections législatives précédentes.

## Résultats
L'ensemble des voix en faveur des candidats d'un parti sont comptabilisées comme suffrages pour ce parti, ce qui porte le nombre de ces derniers à un total bien supérieur au nombre d'électeurs.
|                                                                 |                                       |         |       |      |        |               |  |  |  |  |  |  |  |  |
| Parti                                                           | Parti                                 | Voix    | %     | +/-  | Sièges | +/-           |  |  |  |  |  |  |  |  |
|                                                                 | Union patriotique (VU)                | 78 898  | 50,12 | 4,69 | 13     | 2             |  |  |  |  |  |  |  |  |
|                                                                 | Parti progressiste des citoyens (FBP) | 65 075  | 41,34 | 2,85 | 11     | 1             |  |  |  |  |  |  |  |  |
|                                                                 | Liste libre (FL)                      | 13 447  | 8,54  | 1,84 | 1      | 1             |  |  |  |  |  |  |  |  |
| Total des voix                                                  | Total des voix                        | 157 420 | 100   |      |        |               |  |  |  |  |  |  |  |  |
|                                                                 |                                       |         |       |      |        |               |  |  |  |  |  |  |  |  |
| Suffrages exprimés                                              | Suffrages exprimés                    | 11 799  | 98,19 |      |        |               |  |  |  |  |  |  |  |  |
| Votes blancs et nuls                                            | Votes blancs et nuls                  | 218     | 1,81  |      |        |               |  |  |  |  |  |  |  |  |
| Total                                                           | Total                                 | 12 017  | 100   | -    | 25     | en stagnation |  |  |  |  |  |  |  |  |
| Abstention                                                      | Abstention                            | 2 069   | 14,69 |      |        |               |  |  |  |  |  |  |  |  |
| Inscrits/Participation                                          | Inscrits/Participation                | 14 086  | 85,31 |      |        |               |  |  |  |  |  |  |  |  |
| Source: European Elections Database et Union Interparlementaire |                                       |         |       |      |        |               |  |  |  |  |  |  |  |  |

### Résultats par circonscription[5]
|            |            |          |          |          |          |               |           |           |           |           |               |       |       |  |
| Parti      | Parti      | Oberland | Oberland | Oberland | Oberland | Oberland      | Unterland | Unterland | Unterland | Unterland | Unterland     | Total | Total |  |
| Parti      | Parti      | Voix     | %        | +/-      | S        | +/-           | Voix      | %         | +/-       | S         | +/-           | Total | Total |  |
|            | VU         | 60 437   | 51,09    | 4,27     | 8        | 1             | 18 461    | 47,18     | 5,89      | 5         | 1             | 13    |       |  |
|            | FBP        | 47 125   | 39,84    | 2,41     | 6        | 1             | 17 950    | 45,87     | 4,10      | 5         | en stagnation | 11    |       |  |
|            | FL         | 10 728   | 9,07     | 1,86     | 1        | en stagnation | 2 719     | 6,95      | 1,79      | 0         | 1             | 1     |       |  |
| Total      | Total      | 118 290  | 100      |          |          |               | 39 130    | 100       |           |           |               |       |       |  |
|            |            |          |          |          |          |               |           |           |           |           |               |       |       |  |
| Val.       | Val.       | 8 018    | 100      | –        | 15       | en stagnation | 3 999     | 100       | –         | 10        | en stagnation | 25    |       |  |
| Abst       | Abst       | 1 512    | 15,87    |          |          |               | 557       | 12,23     |           |           |               |       |       |  |
| Ins./Part. | Ins./Part. | 9 530    | 84,13    | 4 556    | 87,77    |               |           |           |           |           |               |       |       |  |

## Conséquences
L'Union patriotique remporte la majorité absolue à l'assemblée et reconduit sa coalition avec le Parti progressiste des citoyens. La Liste libre perd l'un de ses deux sièges.
Le Premier ministre Markus Büchel (PPC) cède la place à Mario Frick (UP), qui prête serment le 15 décembre avec son cabinet de cinq membres (dont deux femmes),.